# Şahin Diniyev
Şahin Diniyev (în rusă Шахин Диниев; n. 12 iulie 1966, Beylaqan, RSS Azerbaidjană) este un antrenor de fotbal și fost fotbalist azer.

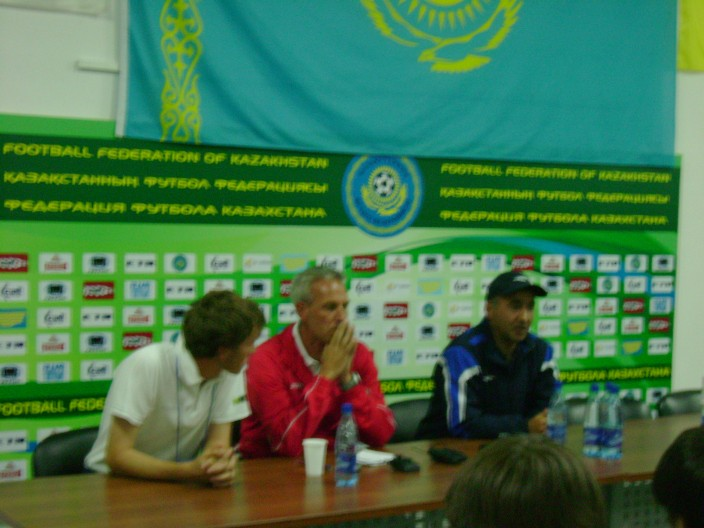
Diniyev (dreapta) la o conferință de presă după meciul Kazahstan - Azerbaidjan

## Statistici antrenorat
La 11 martie 2014.
| Echipa        | Perioada                          | M  | V | E | Î | Victorii % |
| ------------- | --------------------------------- | -- | - | - | - | ---------- |
| Terek Groznîi | 2001                              |    |   |   |   | 0          |
| Qarabağ       | 2001 –2004                        |    |   |   |   | 0          |
| Kapaz         | 2004 –2005                        |    |   |   |   | 0          |
| Azerbaidjan   | Noiembrie 2005 –31 octombrie 2007 | 20 | 4 | 7 | 9 | 20         |
| Terek Groznîi | Octombrie 2009 –decembrie 2009    | 5  | 0 | 0 | 5 | 0          |
| Rəvan Baku    | 7 octombrie 2013 –3 ianuarie 2014 | 11 | 1 | 3 | 7 | 9.09       |